# バーレカンプ-ヴァン・リント-ザイデルグラフ

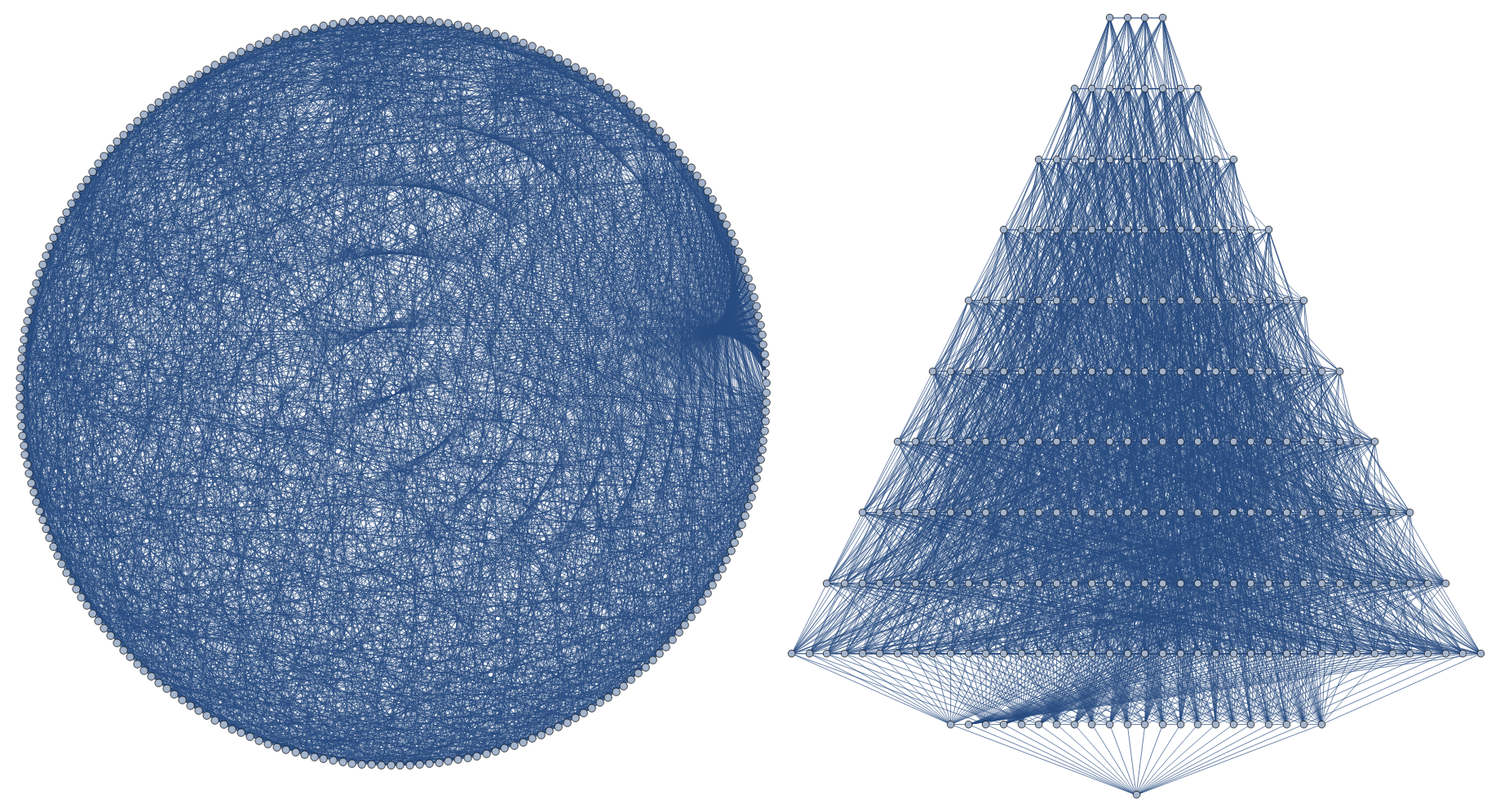
バーレカンプ–ヴァン・リント–ザイデルグラフの2通りの描像

グラフ理論において、バーレカンプ–ヴァン・リント–ザイデルグラフ（英: Berlekamp–van Lint–Seidel graph）は局所線形強正則グラフでパラメータ (243,22,1,2) を持つものである。つまり、頂点が243個で、どの頂点にも22本の辺が接続し（辺は総計すると2673本になる）、どの隣接する2頂点も共通するちょうど1個の頂点と隣接し、どの隣接しない2頂点も共通するちょうど2個の頂点と隣接する。エルウィン・バーレカンプ、J・H・ヴァン・リント、ヨハン・ヤコブ・ザイデルによって、ゴレイ符号のシュライアーコセットグラフとして構成された。
このグラフはアーベル群のケイリーグラフである。アーベル的ケイリーグラフの中で、強正則グラフの最後の2個のパラメータがちょうど1だけ異なるものは、ペイリーグラフを除けばこのグラフのみである。これは整数グラフ、つまり隣接行列の固有値が全て整数となるグラフでもある。また {\displaystyle 9\times 9} の数独グラフと同じく、整数的なアーベル的ケイリーグラフで、全ての元の位数が3である（3はそのようなグラフが存在できるような小さな数のうちの一つ）。
どの隣接する2頂点も共通するちょうど1個の頂点と隣接し、どの隣接しない2頂点も共通するちょうど2個の頂点と隣接するような強正則グラフのパラメータがとり得る組み合わせは5通りある。これらのうち、2通りは存在することが知られていて、バーレカンプ–ヴァン・リント–ザイデルグラフと9頂点のペイリーグラフ（パラメータ (9,4,1,2)）である。コンウェイの99グラフ問題はこれら以外の、パラメータ (99,14,1,2) のグラフが存在するかどうかを問うものである。